# Дуда (музыкальный инструмент)

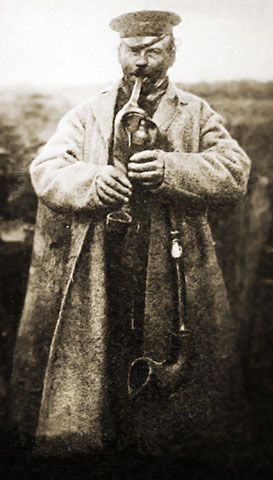
Белорусский дударь

Дуда́ (волы́нка, коза́, бел. дуда, укр. дуда́, ду́да, коза́, лит. duda, dūdmaišis, пол. duda）— русский, белорусский, украинский, литовский и польский народный музыкальный инструмент, разновидность волынки.
Самым ранним историческим свидетельством существования дуды на территории Белоруссии, Польши и Литвы можно считать Радзивилловскую летопись XII века, где упоминался дударь в составе скоморохов, играющий на безбурдонной волынке, схожую на польско-немецкую siersienki. Последний тип волынки был распространён в Средние Века по всей Европе, однако, упомянутая миниатюра не может быть полностью достоверным свидетельством, в силу отсутствия информации о происхождении самого художника. Первое упоминание дуды в старинных белорусских текстах относится к XV веку. До середины XIX столетия дуда была самым распространённым инструментом, и активно использовалась в белорусской, литовской и польской народной музыке. В XXI веке дударское движение в Белоруссии, Польше и Литве развивается и расширяется, постепенно появляются новые музыкальные группы, которые используют волынки в своём творчестве.
Дуда изготавливалась из бычьего пузыря или цельного кожаного мешка, снятого с козлёнка, двух тростниковых трубок, настроенных в квинту — мелодической (жалейка) и бурдонирующей (издающей неизменный тон), а также трубки для нагнетания воздуха.
В Латвии аналогом похожий инструмент называется Dūdas.